# Danny den Dunnen
Danny den Dunnen (Hardinxveld, 5 augustus 1992) is een Nederlands korfballer. Hij maakte furore als speler bij PKC in de Korfbal League. Met deze ploeg won hij 2 zaaltitels en 2 veldtitels.
In 2019 keerde hij terug naar HKC, de ploeg waar hij ooit was begonnen als speler.

## Spelerscarrière

### Begin
Den Dunnen begon met korfbal bij HKC waar hij de jeugdteams doorliep.

### PKC
In 2009 sloot Den Dunnen zich aan bij PKC, op 17-jarige leeftijd.
In 2011 maakte Den Dunnen zijn debuut in het eerste team, dat in de Korfbal League speelde.
In zijn eerste seizoen, 2011-2012 was Ben Crum de coach. Den Dunnen maakte zijn eerste minuten in het team.
PKC eindigde als 3e in de zaalseizoen en plaatste zich voor de play-offs. In de play-off serie won PKC in de best-of-3 in 2 wedstrijden van het Amsterdamse AKC Blauw-Wit, waardoor het zich plaatste voor de zaalfinale. In deze finale was de tegenstander Koog Zaandijk. Den Dunnen had in deze finale nog geen basisplaats, maar zag zijn team verliezen met 20-19.
In het seizoen erna, 2012-2013 was Den Dunnen ondertussen basisspeler geworden. PKC eindigde in de zaal bovenaan en plaatste zich voor de play-offs. In de play-off serie werd gewonnen van Blauw-Wit en zodoende stond PKC voor het 2e jaar op rij in de zaalfinale. In deze finale was het Delftse Fortuna de tegenstander. De wedstrijd ging lang gelijk op totdat Mady Tims in de laatste minuut de beslissende 20-19 scoorde. Hierdoor was PKC Nederlands zaalkampioen. Het was de eerste grote prijs voor Van Dunnen in dienst van PKC. Iets later, in de veldcompetitie, stond PKC ook in de finale. In de finale verloor het wel Blauw-Wit met 25-22.
In januari 2014 speelde PKC, als Nederlands zaalkampioen, in de EuropaCup van 2014. De poulefase werd makkelijk gewonnen en PKC stond in de finale tegen het Belgische Boeckenberg. De finale was een waar spektakel, want binnen een paar minuten stond Boeckenberg aan leiding met 4-0. PKC knokte zich terug in de wedstrijd en uiteindelijk won PKC met 31-27. Hierdoor won PKC de Europacup.
In eigen competitie plaatste PKC zich als 2e voor de play-offs. In de play-offs werd gemakkelijk gewonnen van Fortuna, waardoor PKC wederom in de zaalfinale stond. De wedstrijd bleef lang spannend en in de laatste minuut stond het gelijk op 20-20. Met nog 24 seconden op de klok was het Daniel Harmzen die de winnende goal voor TOP maakte, uitgerekend de directe tegenstander van Den Dunnen. PKC verloor de finale en prolongeerde zodoende niet de zaaltitel.
In het seizoen erna, 2014-2015 stond PKC voor het 4e jaar op rij in de zaalfinale. Net als het jaar ervoor was TOP de tegenstander. Ook deze finale bleef lang spannend. Ook nu stond het in de laatste minuut 20-20. In de laatste minuut ging het snel ; Laurens Leeuwenhoek maakte de 21-20 en kort daarna maakte Friso Boode de 21-21. Met nog 4 seconden op de klok scoorde Johannis Schot de winnende 22-21 binnen voor PKC. PKC won de zaaltitel terug. Iets later, in de veldcompetitie, speelden PKC en TOP ook de Nederlandse veldfinale. Dit maal won TOP. In dit seizoen was er ook individueel succes voor Den Dunnen - zijn doelpunt tegen Blauw-Wit leverde hem de prijs Doelpunt van het Jaar 2015 op. 
In seizoen 2015-2016 verloor PKC in de zaal geen wedstrijd en ging het als nummer 1 de play-offs in. In 2 wedstrijden won PKC van Koog Zaandijk in de play-offs, waardoor het ongeslagen naar de zaalfinale ging. Net als het jaar ervoor was TOP de tegenstander. De finale stond gelijk op 22-22 met nog 2 minuut op de klok, toen TOP ineens aanzette. Met goals van Rianne Echten en Mick Snel won TOP met 24-22. De veldtitel van 2016 ging wel naar PKC, daar waar het in de veldfinale TOP versloeg met 28-23. Ook in dit seizoen won Den Dunnen de prijs van Mooiste Doelpunt van het Jaar op, dit gebeurde in een uitwedstrijd tegen Fortuna.
Seizoen 2016-2017 was een bewogen jaar voor PKC. Aan het begin van dit seizoen was er een coachingswissel. Zo was Ben Crum gestopt en was de Belgische Detlef Elewaut de nieuwe hoofdcoach van de ploeg.
In de korfbal league won PKC alle 18 competitiewedstrijden met een doelsaldo van + 148. Hierdoor ging PKC de play-offs in als onbetwiste titelfavoriet. In de play-offs speelde PKC tegen het als nummer 4 geplaatste Blauw-Wit. Wedstrijd 1 werd gewonnen door Blauw-Wit en de tweede door PKC. Hierdoor werd deze serie beslist in de 3e wedstrijd. In een spannende wedstrijd won Blauw-Wit met 27-26, waardoor PKC niet naar de finale ging. Iets later, in de veldcompetitie verloor PKC in de kruisfinale van LDODK, waardoor PKC ook niet in de veldfinale stond.
In Seizoen 2017-2018 was PKC in de zaal wederom erg dominant. Na 18 wedstrijden en 33 punten ging de ploeg als nummer 1 de play-offs in. Dit maal was Fortuna de tegenstander en ook dit maal won de nummer 4 van de nummer 1. Fortuna plaatste zich voor de zaalfinale en voor het tweede jaar op rij stond PKC na een sterk seizoen met lege handen. In de veldcompetitie plaatste PKC zich echter wel voor de finale, ook tegen Fortuna. In deze eindstrijd won PKC met 20-17, waardoor het alsnog de Nederlandse veldtitel won.
Een paar maanden later won PKC ook de Supercup, een wedstrijd tussen de Nederlandse en Belgische veldkampioen.
Seizoen 2018-2019 zou het laatste seizoen worden voor Den Dunnen bij PKC. Allereerst was nog een coachingswissel, want na 2 jaar Detlef Elewaut vond PKC een nieuwe hoofdcoach, namelijk Daniël Hulzebosch. Onder Hulzebosch kreeg Marijn van den Goorbergh meer minuten en werd de rol van Den Dunnen wat kleiner. PKC had een sterk zaalseizoen en ging als 2e geplaatste de play-offs in. In de play-off serie won de ploeg van LDODK en zodoende stond PKC na 2 jaar afwezigheid weer in de zaalfinale. Den Dunnen zelf stond niet in de basis van deze finale. Wel zag hij vanaf de bank dat Fortuna de finale won met 21-19.  Iets later, in de veldcompetitie, verloor PKC de kruisfinale van DOS'46. Hierdoor eindigde de carrière van Den Dunnen bij PKC met lege handen.

### HKC
Na 10 jaar te hebben gespeeld bij PKC keerde Den Dunnen, samen met zijn zus Nadhie den Dunnen terug naar HKC in 2019.
In zijn eerste seizoen terug bij HKC, seizoen 2019-2020, speelde HKC in de Hoofdklasse, 1 niveau lager dan de Korfbal League.
Dit seizoen werd vanwege corona niet uitgespeeld.
In het seizoen erna, 2020-2021 werd er helemaal niet gekorfbald in de Hoofdklasse zaal, ook weer vanwege corona.
In seizoen 2021-2022 mocht de Hoofdklasse dan toch competitie spelen. Weliswaar in een andere opzet dan normaal ; nu in 4 poules in plaats van 2. 
HKC was ingedeeld in Poule BA.
HKC plaatste zich na de 6 competitiewedstrijden voor de play-offs. In de eerste play-off ronde won HKC in 2 wedstrijden van GKV, waardoor het zich plaatste voor de 2e play-off ronde. In deze ronde versloeg HKC concurrent DSC in 2 wedstrijden, waardoor HKC zich plaatste voor de finaleronde. In deze finaleronde was Unitas de tegenstander, een ploeg die uit dezelfde poule kwam als HKC. De finaleronde was 1 wedstrijd en Unitas won de wedstrijd met 18-15. Hierdoor plaatste Unitas zich direct voor de Korfbal League en zou HKC nog 1 kans krijgen op promotie, via play-downs.
In deze play-down serie moest HKC aantreden tegen KV Groen Geel in een best-of-3 serie. De eerste wedstrijd werd met 22-17 door HKC gewonnen, maar de volgende 2 wedstrijden werden door Groen Geel gewonnen. Hierdoor stond HKC na het seizoen alsnog met "lege handen" en promoveerde het niet.
In seizoen 2022-2023 was het dan wel raak voor HKC. Ondertussen was de Hoofdklasse hernoemd naar Korfbal League 2 en deed HKC mee voor de bovenste plekken. HKC stond na de reguliere competitie met 23 punten op de derde plek, waardoor het zich had geplaatst voor de play-offs. In de best-of-3 serie won HKC van concurrent DSC, waardoor het zich plaatste voor de Korfbal League 2 Finale. In deze finale moest HKC aantreden tegen Dalto. HKC won de finale met 19-18, waardoor het promotie maakte naar de Korfbal League voor seizoen 2023-2024.
In seizoen 2023-2024 speelde HKC zijn debuutseizoen in de Korfbal League. Zoals elke debutant had ook HKC een lastig seizoen en kwam het aan op detais. Uiteindelijk had HKC na 18 speelrondes 8 punten en stond hiermee op de 8e plek. Dit betekende directe handhaving voor de ploeg. Wel was dit het laatste seizoen van hoofdcoach Marrien Ekelmans die de ploeg op dit niveau had weten te brengen.

## Erelijst
- Korfbal League kampioen, 2x (2013, 2015)
- Ereklasse veldkorfbal kampioen, 2x (2016, 2018)
- Europacup kampioen, 2x (2014, 2016)
- Supercup kampioen, 2x (2017, 2019)
- Doelpunt van het Jaar, 2x (2015, 2016)

## Oranje
Den Dunnen speelde 4 officiële interlands voor het Nederlands korfbalteam.